# مسیح بازمصلوب
مسیح بازمصلوب (به یونانی: Ο Χριστός Ξανασταυρώνεται) (عنوان ترجمهٔ انگلیسی: Christ Recrucified) رمانی است نوشتهٔ نیکوس کازانتزاکیس با نام دیگر رنج‌های یونانی در وصف مبارزات یونانیان با حکومت عثمانی که جولز داسین کارگردان آمریکایی ساکن یونان آن را در سال ۱۹۵۷ به فیلم آنکه باید بمیرد (he who must die) تبدیل کرد.

## داستان
محل وقوع داستان، یکی از روستاهای یونان است که توسط «آقا»، حکمران منصوب ازطرف دولت عثمانی، اداره می‌شود. مانولیوس نام شخصیت اصلی این رمان است که الگوی خود را مسیح قرار داده‌است و داستان کلیِ رمان روایت‌کنندهٔ داستان زندگی وی و تلاش‌ها و کوشش‌هایی است که او برای کمک به مردم می‌کند. آقا، اختیاردار جان و مال و ناموس اهالی این آبادی است؛ ضمن این‌که در روابط خصوصی آن‌ها دخالتی ندارد. اختلاف بین آقا و ساکنان زمانی آغاز می‌شود که «یوسفک»، پسربچهٔ امردی که آقا از ترکیه آورده‌است و مونس ساعات خوش اوست، به قتل می‌رسد.
این کتاب به کوشش محمد قاضی در سال ۱۳۴۹ خورشیدی از طریق زبان فرانسه به فارسی برگردانده شده‌است. تعداد صفحات ترجمهٔ فارسیِ این کتاب ۶۵۲ است و تاکنون چند بار توسط انتشارات خوارزمی تجدید چاپ شده‌است. رمان «مسیح بازمصلوب» با همین عنوان توسط محمود سلطانیه (تهران: جامی، ۱۳۷۷) نیز دوباره به فارسی ترجمه شده‌است.